# Donald McCullin
Donald McCullin (* 9. října 1935, Londýn, Spojené království) je britský fotožurnalista známý zejména svými válečnými fotografiemi a obrázky městských nepokojů. Jeho fotožurnalistická kariéra odstartovala v roce 1959, kdy se začal specializovat na spodní vrstvy společnosti, nezaměstnané, utiskované a chudé.

## Život a dílo
Narodil se v chudé londýnské čtvrti East End. Měl talent pro kresby všeho druhu, ve třinácti letech dostal stipendium, po dvou letech po smrti otce však musel uměleckou školu opustit a vrátit se zpátky na ulici.
Fotografický styl v období 1945–1968 je označován jako humanistická fotožurnalistika. Válečné události kromě McCullina dokumentovali například David Douglas Duncan, Philip Jones Griffiths, Tim Page nebo Gilles Peress.
McCullin absolvoval vojenskou službu u RAF, které ho v roce 1956 přiřadilo do oblasti Suezské krize. Pracoval jako asistent fotografa výzvědné čety v Egyptě, ve východní Africe a na Kypru. Nepodařilo se mu složit písemné zkoušky z teorie, aby se stal fotografem u RAF, a tak musel strávit svou službu v temné komoře.
Uvědomil si sílu fotografie a koupil si Rolleicord za 32 liber. Jeho snímky londýnského gangu pak otiskl deník The Observer.
Mezi lety 1966 a 1984 pracoval jako korespondent pro časopis Sunday Times, zaznamenával ekologické a člověkem způsobené katastrofy, jako i válečné zóny a africké oběti epidemie AIDS. Velmi ceněny jsou McCullinovy autentické, drsné a pravdu ukazující snímky z Vietnamské války a Irského konfliktu.
Donald McCullin si brzy navykl na lidskou bolest i smrt kolem sebe. Podobně jako televize vysílala přímo z místa činu, tak se ani fotograf nerozpakoval fotografovat zblízka týrání, popravy nebo vraždění. McCullin s otevřenou bezprostředností zachycoval strach, smrt a dopady obyčejného hladu na člověka v Kambodži, Kongu, Indii, Bengálsku nebo Salvadoru. Jeho dílo bylo považováno za tak silné a evokující, že mu v roce 1982 britská vláda odmítla udělit novinářský průkaz na dokumentaci falklandské války.
V roce 1968 mu zachránil život jeho fotoaparát Nikon, když se o něj zastavila střela.

## Zastoupení ve sbírkách
- Victoria and Albert Museum v Londýně

## Citáty
- Vyrůstal jsem v absolutní nevědomosti, chudobě a náboženském fanatismu, což pro mě bylo velkou zátěží v celém mém životě. Je tu však ještě jed, který nezmizí, dokud se mi jej nepodaří vyhnat.
- Jsem zapřisáhlý ateista, dokud se neocitnu v závažných případech. Potom rychle padnu na kolena, aspoň v mysli, když ne doslova, a říkám: „Prosím, Bože, pomoz mi z toho.“
- Byl jsem manipulován, a sám jsem manipuloval s ostatními, nahráváním jejich reakcí na utrpení a neštěstí. Takže je vina v obou směrech: provinění, protože nepraktikuji náboženství, provinění, protože jsem byl schopen odejít, zatímco jeden muž umíral hladem nebo zastřelil jiného muže. Jsem vyčerpaný svou vinou, unavený tím pořád si říkat: „Nezabil jsem toho muže na fotografii, nevyhladověl jsem to dítě.“ To je ten důvod, proč chci fotografovat krajiny a květiny. Odsuzuji sám sebe k míru.[11]

## Publikace
- The Destruction Business. [s.l.]: Open Gate Books, 1971.
- Všimne si někdo něčeho? (Is Anyone Taking Any Notice?). [s.l.]: MIT Press, 1973.
- Anton Wallich-Clifford & Don McCullin. No Fixed Abode. [s.l.]: Macmillan, 1974.
- Homecoming. [s.l.]: Macmillan, 1979.
- Jonathan Dimbleby & Don McCullin. The Palestinians. [s.l.]: Quartet Books, 1980. ISBN 0-7043-3322-8.
- Hearts of Darkness: Photographs by Don McCullin. [s.l.]: Secker and Warburg, 1980.
- Beirut: A City in Crisis. [s.l.]: New English Library, 1983. ISBN 0450060373.
- Perspectives. [s.l.]: Harrap, 1987. ISBN 0245543686.
- Open Skies. [s.l.]: Cape, 1989. ISBN 0224025392.
- Norman Lewis & Don McCullin. An Empire of the East: Travels in Indonesia. [s.l.]: Jonathan Cape, 1993. ISBN 0224032305.
- Sleeping with Ghosts: A Life's Work in Photography. [s.l.]: Jonathan Cape, 1994. ISBN 0224032410.
- India. [s.l.]: Jonathan Cape, 1999. ISBN 0224050893.
- Cold Heaven. [s.l.]: Christian Aid, 2001. ISBN 0904379477.
- Unreasonable Behaviour: An Autobiography. [s.l.]: Vintage, 2002. Dostupné online. ISBN 0-09-943776-7.
- Don McCullin. [s.l.]: Jonathan Cape, 2003. ISBN 0-224-07118-1.
- Life Interrupted. [s.l.]: Christian Aid, 2004. ISBN 0904379647.
- Don McCullin in Africa. [s.l.]: Jonathan Cape, 2005. ISBN 0-224-07514-4.
- Don McCullin in England. [s.l.]: Jonathan Cape, 2007. ISBN 9780224078702.

## Ocenění
- Cena Ericha Salomona